# Мови Іспанії

Галісійська, офіційна в Галісії
Астурлеонська
Іспанська, офіційна на всій території Іспанії
Арагонська
Каталонська, офіційна у Каталонії, Валенсії та Балеарських островах
Окситанська, офіційна у Каталонії
Баскська, офіційна у Країні Басків та Наваррі

Найпоширенішою мовою Іспанії є іспанська, якою володіє переважна більшість мешканців країни, і яка також називається кастильською мовою (ісп. castellano).
У деяких регіонах Іспанії поширені також інші мови: баскська (баск. Euskera) в Країні Басків і Наваррі, каталанська в Каталонії, Валенсії (де її також називають валенсійською) і на Балеарських островах і галісійська в Галісії.
Іспанська мова офіційна в усій країні, решта мов має офіційний статус у відповідних областях і всі мають достатню кількість носіїв, щоб існували щоденні газети на цих мовах і — особливо каталанською і баскською — значна книжкова видавнича промисловість. Багато громадян в цих областях розглядають свою регіональну мову як свою рідну, а іспанську — як другу.
Ці мови покривають досить широкі області, щоб мати численні чітко виділені діалекти. Іспанська мова також має чіткі діалекти по всій країні, з яких андалузький діалект є найближчим до латиноамериканської іспанської мови, на яку він мав значний вплив.
Крім цих, існує низка інших регіональних мов, які є менш поширеними і знаходяться на межі зникнення. Ці мови включають астурлеонську в Астурії та Леоні, арагонська в Арагоні та аранську, яка є офіційною в кумарці (районі) Баль-д'Аран — Аранській долині (кат. Vall d'Aran), і є по суті субдіалектом гасконського діалекту оксітанської мови. Зараз підтримка цих мов зростає, вони мають офіційний статус і вивчаються в школах.
За винятком баскської мови, яка звичайно вважається мовним ізолятом (хоча інколи класифікується як така, що належить до картвельської групи кавказьких мов), всі вони належать до групи романських мов.
Також відносно поширені арабська і берберська мови, якими говорить мусульманське населення Сеути та Мелільї і недавні іммігранти (переважно з Марокко і Алжиру) на решті території країни.